# Mörttjärnen (Svegs socken, Härjedalen, 686775-142647)
Mörttjärnen är en sjö i Härjedalens kommun i Härjedalen och ingår i Ljusnans huvudavrinningsområde.